# 戴爾·卡里克
戴爾·卡里克（英語：Dale Carrick；1994年1月7日—）是一位蘇格蘭足球運動員。在場上的位置是前鋒。他現在效力於蘇格蘭足球超級聯賽球隊哈茨足球俱樂部。他也代表蘇格蘭各級青年國家足球隊參賽。